# Gerald McBoing-Boing
Gerald McBoing-Boing é um filme de animação em curta-metragem estadunidense de 1950 dirigido e escrito por Robert Cannon. Venceu o Oscar de melhor curta-metragem de animação na edição de 1951.